# Assia (Cipro)
Assia (in greco Άσσια? [localmente [ˈaʃːa]; in turco Paşaköy), anche traslitterato Asha, è un comune situato de iure nel distretto di Famagosta di Cipro, distante 6 km a nord-ovest di Vatili. È sotto il controllo de facto di Cipro del Nord e si trova nel Distretto di Gazimağusa, al centro della pianura della Messaria.  Fin dal periodo ottomano e sino al 1974 Assia era un villaggio misto con una significativa maggioranza greco-cipriota. Prima dell'invasione, la popolazione di Asha era di circa 2700 persone.  Nel 2011 il villaggio aveva 3561 abitanti.

## Geografia fisica
Assia è uno dei più grandi villaggi nella parte centrale della pianura della Messaria, nel distretto di Famagosta. Si trova lungo la vecchia strada Nicosia-Famagosta, a circa 22,5 km a est di Nicosia e 38,6 km a ovest di Famagosta. Mentre due km ovest, e quasi adiacente ad Assia, si trova Afania, a sei km a sud-est c'è Vatili.  A nord ci sono Angastina, Marathovounos, Mousoulita e Strongylos. A sud, un po' più lontano dei villaggi menzionati sopra, si trovano Tremetousia, Arsos, Athienou e due piccoli villaggi turco-ciprioti, Agia e Melouseia.

## Origini del nome
L'origine del nome è oscura.  Alcuni credono che il nome del villaggio derivi da "Askia" che in greco significa "senza ombra"  e si riferisce al fatto che nella zona di Assia e dintorni c'erano pochissimi alberi e quindi una mancanza di ombra. Nel corso dei secoli la pronuncia del nome cambiò da "Askia" a "Ashia". S. Menandros, nel suo libro "Toponomia di Cipro" (Atene, 1907), scrive: "Un vecchio villaggio chiamato Ashia è menzionato molte volte nei testi del periodo del regno francese di Cipro e secondo il censimento veneziano si crede che abbia costituito il baliaggio d'Αscha. Nelle "Assise" il nome è scritto Aschia, Αchia, Asquie e secondo Maheras Askia e Ahea. Nonostante le differenze di ortografia, tutte le doppie consonanti del nome, cioè sh, sk, sq o ch, erano molto probabilmente pronunciate in modo simile all'italiano "sc".
Un'altra ipotesi è che il nome derivi dalla parola greca "aski" (plurale "askia") che è un tipo di contenitore per trasportare liquidi, principalmente acqua e vino, fatto di pelle di animale (pecora, capra). Durante alcune feste leggendarie, che includevano gare di bevute, la gente di Assia sosteneva che il nome del villaggio veniva dal fatto che essi potevano consumare così tanti "askia" di vino.
D'altro canto, i turco-ciprioti sostengono che il nome sia la versione corrotta della parola turca "paşa", che significa "generale militare". Poiché anche la versione turca del nome del villaggio, Paşa köy, è in uso da secoli, è molto difficile stabilire quale delle due affermazioni sia corretta. Tuttavia, lo studioso greco-cipriota Menardos insiste sul fatto che, durante il periodo lusignano, il nome del villaggio era già "Ashia".

## Storia
Il villaggio era menzionato già all'inizio del XIII secolo in documenti papali. Nell'agosto del 1974, durante l'invasione turca di Cipro, le truppe turche radunarono almeno 97 civili greci e poi massacrarono i loro prigionieri prima di gettare i loro corpi in fosse comuni come rappresaglia per i precedenti massacri perpetrati dalle milizie greche.

## Società

### Evoluzione demografica
Assia era un villaggio misto fin dal periodo ottomano e tutti i censimenti mostrano una significativa maggioranza greco-cipriota.
Nel censimento ottomano del 1831, i cristiani (greco-ciprioti) costituivano quasi il 62% della popolazione. Questa percentuale aumentò durante i primi decenni dell'occupazione britannica, arrivando all'87,7% nel 1891. Nella prima metà del XX secolo, mentre la popolazione greco-cipriota aumentava ulteriormente, quella turco-cipriota ristagnava. Nel censimento del 1946, i musulmani (turco-ciprioti) costituivano solo il 6% della popolazione. Questa percentuale era quasi del 13% nel 1891.
Nel 1958, a causa delle lotte intercomunitarie, tutti i turco-ciprioti del villaggio fuggirono e si rifugiarono nei villaggi vicini, come Afanteia/Gaziköy, e successivamente a Nicosia. Mentre alcuni furono trasferiti di nuovo ad Assia dopo il 1974, molti rimasero dove si erano rifugiati nel 1958 o si reinsediarono in altre località, in particolare nelle città. Il numero di sfollati turco-ciprioti nel 1958 potrebbe essere stimato in circa 150, dato che la popolazione turco-cipriota era di 136 persone nel 1946.
Tutti i greco-ciprioti di Assia furono sfollati nell'agosto del 1974. Attualmente, come il resto dei greco-ciprioti sfollati, i greco-ciprioti di Assia sono sparsi in tutto il sud dell'isola, soprattutto a Nicosia. La popolazione sfollata di Ashia potrebbe essere stimata in circa 2750 persone, dato che la popolazione greco-cipriota era di 2734 persone nel 1973.
Il maggior numero di dispersi greco-ciprioti della guerra del 1974 provengono da Assia. In totale, 105 persone risultano ancora disperse dopo essere state viste per l'ultima volta ad Assia, il numero più alto per ogni singola località di Cipro.
Oltre ai turco-ciprioti originari di Assia che sono tornati dopo il 1974, il villaggio è stato ripopolato principalmente da sfollati turco-ciprioti provenienti da villaggi come Evretou/Dereboyu, Pelathousa/Karaağaç, Melandra/Beşiktepe, Meladeia/Malatya, Loukrounou/Olukönü, Trimithousa Chrysochou/Uzunmeşe e Zacharia/Tatlıca nel distretto di Paphos. Ci sono anche alcune famiglie turche che si sono stabilite nel villaggio nel 1976, principalmente dalle province di Adana e Gaziantep. Secondo il censimento del 2006, la popolazione del villaggio era di 1929 abitanti.

## Monumenti e luoghi d'interesse

### Architetture religiose
Il villaggio consisteva di due parrocchie, San Giovanni e San Giorgio, e possedeva cinque chiese: San Giorgio, San Giovanni Prodromos, San Teodoro, San Spyridon e Vergine Maria. San Spiridione nacque ad Assia e la chiesa fu costruita da Michael Kassialos, un famoso artista originario di Assia.

## Economia

### Agricoltura
A nord del villaggio si estende la pianura della Messaria. La terra è fertile ed era la principale fonte di grano per l'isola. La principale fonte di reddito della zona era l'agricoltura e molti prodotti agricoli di Assia erano venduti ai mercati di Nicosia. In tempi più antichi, la valle produceva anche cotone, sesamo, uva e diversi tipi di verdure. La terra è così fertile soprattutto grazie al fiume Yalias, che fornisce l'irrigazione necessaria ma deposita anche un terreno ricco sui terreni agricoli adiacenti. L'acqua dello Yalias veniva deviata nelle aree circostanti attraverso un vecchio sistema di canali di irrigazione.
L'area a sud, conosciuta come Trachonas, è meno fertile e l'irrigazione dipende in gran parte dalla pioggia ma anche da alcuni pozzi. La maggior parte di quest'area era utilizzata per coltivare orzo o come terreno da pascolo per gli ovini. C'erano, tuttavia, alcune aree dove si coltivavano verdure. La cittadina era anche famosa per i suoi cetrioli.

### Artigianato
Il villaggio era anche molto conosciuto per la produzione di ricami.

## Sport
L'Ethnikos Assia (in greco Εθνικός 'Ασσιας?) è una squadra di calcio cipriota che gioca attualmente nella terza divisione cipriota. La squadra è stata fondata ad Assia, Famagosta, ma dopo l'invasione turca del 1974, l'Ethnikos è diventata una squadra di rifugiati. Il club ha ora sede nella capitale Nicosia e gioca le sue partite in casa al Makario. Il club ha giocato tre volte in prima divisione, l'ultima volta durante la stagione 2001-02. Una seconda squadra stabilita ad Assia, l'Omonia, cessò di esistere dopo l'invasione.